# Tim Kerkhof
Tim Kerkhof (Nistelrode, 13 november 1993) is een Nederlands wielrenner die anno 2018 rijdt voor Destil-Parkhotel Valkenburg.

## Carrière
Na een jaar bij Etixx, waarin hij nationaal kampioen tijdrijden voor beloften werd,  werd Kerkhof in 2015 prof bij Team Roompot. Tijdens zijn tweede seizoen in dienst van de Nederlandse formatie werd bekend dat zijn aflopende contract niet zou worden verlengd, waardoor Kerkhof op zoek moest naar een nieuwe ploeg. Ondanks een naar eigen zeggen goede tweede helft van het seizoen slaagde Kerkhof er niet in om prof te blijven: hij deed een stap terug naar Destil-Jo Piels Cycling Team, met als doel in 2018 zijn terugkeer in het profpeloton te maken.

## Overwinningen
2014
 Nederlands kampioen op de weg, Beloften
2015
Rushesklassement Driedaagse van West-Vlaanderen
2017
Omloop der Kempen

## Resultaten in voornaamste wedstrijden
| Jaar | Gent-Wevelgem | Ronde van Vlaanderen | Parijs-Tours |
| ---- | ------------- | -------------------- | ------------ |
| 2015 | opgave        | 79e                  | 77e          |
| 2016 | opgave        |                      |              |

## Ploegen
- 2014 –  Etixx
- 2015 –  Roompot Oranje Peloton[5]
- 2016 –  Roompot-Oranje Peloton
- 2017 –  Destil-Jo Piels Cycling Team
- 2018 –  Destil-Parkhotel Valkenburg

Cuadros · Dolezel · Ghistelinck · Guérin · Hirt · Hník · D. Hoelgaard · M. Hoelgaard · Kerkhof · Rumac · Spokes · Wisniowski · Schultz (stagiair)
Asselman · Duijn · van Empel · van Ginneken · van Goethem · Groenewegen · Honig · Hoogerland · Kerkhof · M. Kreder · R. Kreder · W. Kreder · Lammertink · Looij · de Maar · Slik · Terpstra · de Vries
Beard · Blummel · Brusselman · Eriksson · García · Grigorjan · van der Heijden · de Jong · Kerkhof · van Loon · Molenaar · Oreel · van Trijp · Tsjoersin · Vodicka · van Wijk